# 貝克鎮區 (愛荷華州加斯里縣)
貝克鎮區（英語：Baker Township）是位於美國愛荷華州加斯里縣的一個行政鎮區。

## 地方資料
根據2010年美國人口普查的數據，貝克鎮區的面積為92.33平方千米，當中陸地面積為92.33平方千米，而水域面積為0.00平方千米。當地共有人口228人，而人口密度為每平方千米2.47人。